# Queulat nationalpark
Queulat nationalpark (spanska: Parque nacional Queulat) ligger i Anderna, i Chiles Región de Aisén. I parken finns 1541 km2 av glaciärtäckta berg och oförstörda tempererade regnskogar. Nationalparkens södra gräns består av Río Cisnes. Utmed södra och västra gränserna går riksvägen Carretera Austral. Mot norr gränsar nationalparken mot naturreservatet Lago Rosselot.

## Historik
År 1766 undersökte jesuitfadern José García Alsue området i jakten på den mytologiska staden Ciudad de los Césares.

## Geografi
Landskapet domineras av Patagonska Anderna, med några höjder som sträcker sig mer än 2000 meter över havet. En del av en vulkangrupp vid Puyuhuapi ingår i parken särskilt området söder om sjön Risopatrón. Parken består av två små isfält, med glaciärer som har en längd på upp till 12 km. Det största istäckta området är Queulats istäcke, som omfattar cirka 80 km2 och där finns parkens mittpunkt, Queulats hängande glaciär. Detta istäcke är centrerat vid 44°25′S 72°25′V / 44.417°S 72.417°V, och ligger på en höjd av 1889 meter. Det andra istäcket har en yta på cirka 40 km2 och är centrerat på en icke namngiven topp vid 44°30′S 72°19′V / 44.500°S 72.317°V, på en höjd av 2255 meter. Huvudistäcket gränsar den nordligaste delen av Puyuhuapisundet som även kallas Ventisquerosundet.
Andra attraktioner i parken är Seno Queulat, fader García och Cóndorfallen, Piedra del Gato.

## Flora
Kännetecknande för denna park är förekomsten av Valdivianska tempererade regnskogar. Olika delar av parken få upp till 4000 mm nederbörd per år. I denna våta miljö finns typiska trädslag som Nothofagus dombeyi och Laureliopsis philippiana. Undervegetationen består av arter som Tepualia stipularis, Chusquea quila, Scharlakansfuchsia och Gunnera tinctoria (en växt med enorma blad). Vid högre höjder, är skogarna dominerade av Nothofagus betuloides och Nothofagus pumilio. Carretera Austral går igenom parken och innefattar några hårnålskurvorlängs vilken kan observeras höjdskillnaderna zoner av vegetation i parken.

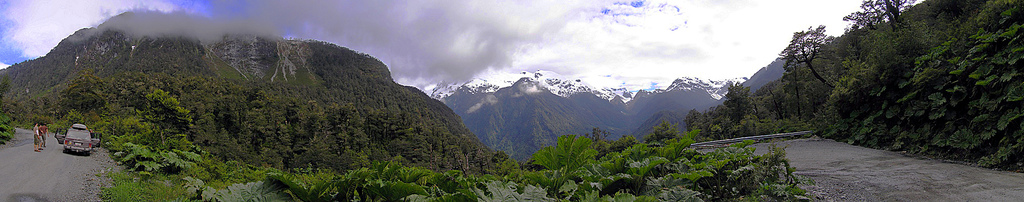
Carretera Austral gör här en hårnålskurva.

## Fauna
I parkens södra del (Queulats bergpass), finns vilda populationer av däggdjur som puduhjortar och kodkod. Här finns en mängd olika fågelarter som chucaotapakul, chileduva, magellanspett, svartstrupig tapakul och chiletörnstjärt. Parkens norra delar är hem för kustnära djurliv, däribland halvt vattenlevande däggdjur som sydlig flodutter och sumpbäver. Fåglar som finns i detta område är bland annat magellangås, chilebläsand, gulnäbbad stjärtand, sydamerikansk skedand, långvingad ångbåtsand, pampasand, rödgulpannad sothöna, ringkungsfiskare, ägretthäger, cocoihäger, natthäger, forsand, gräsgärdsmyg, chilespett och svarthalsad svan.

## Bildgalleri

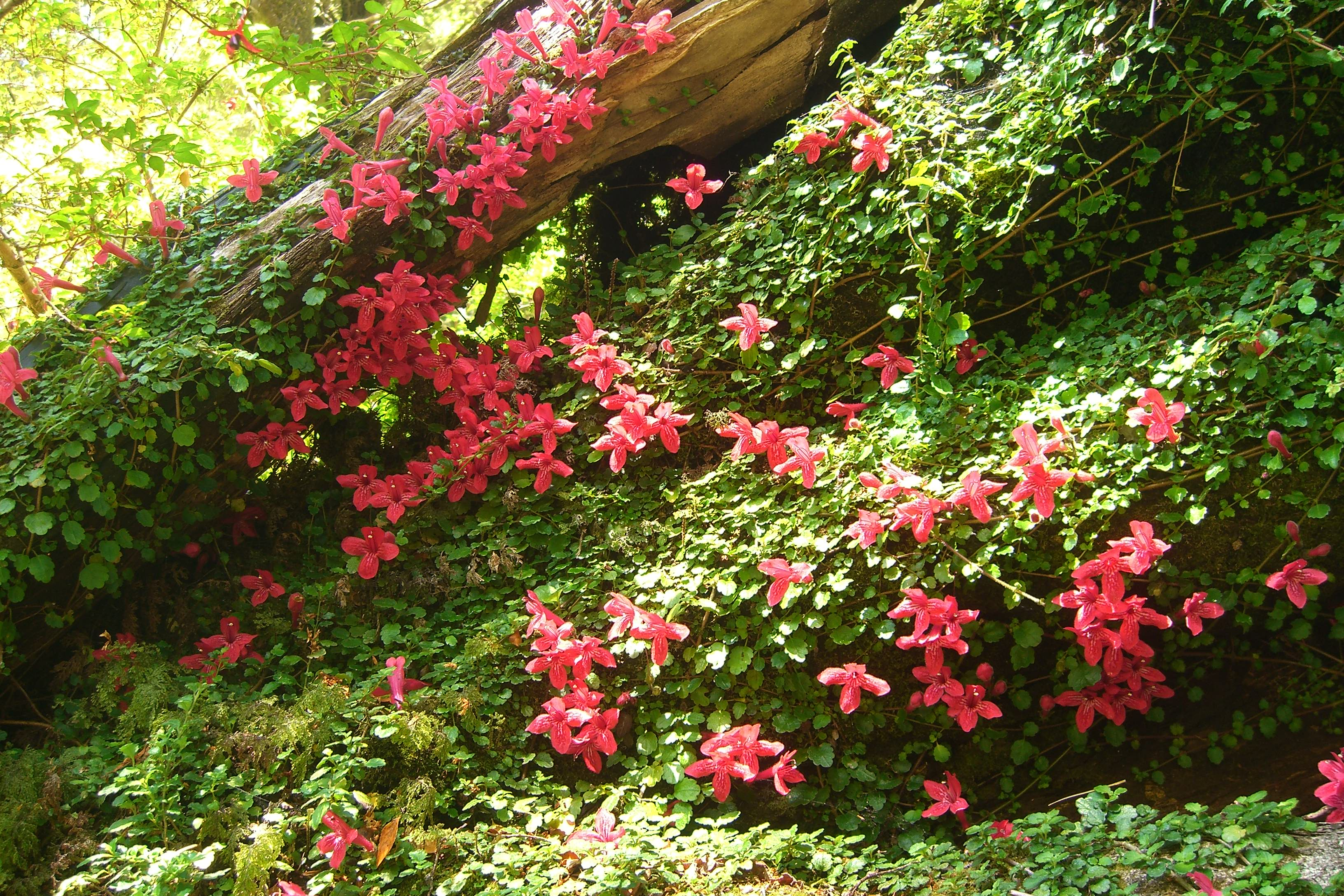
Asteranthera ovata.
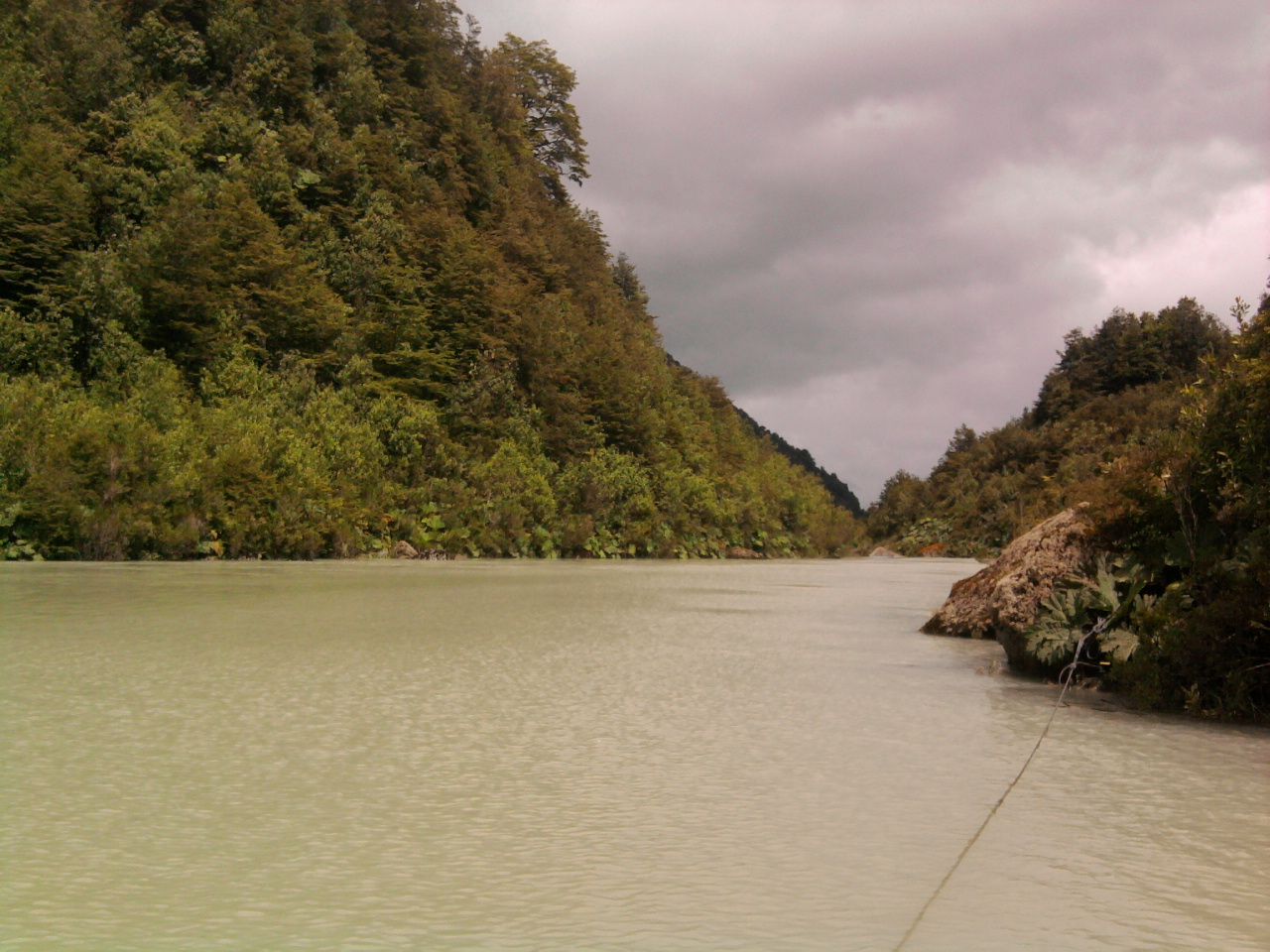
Vattendrag.
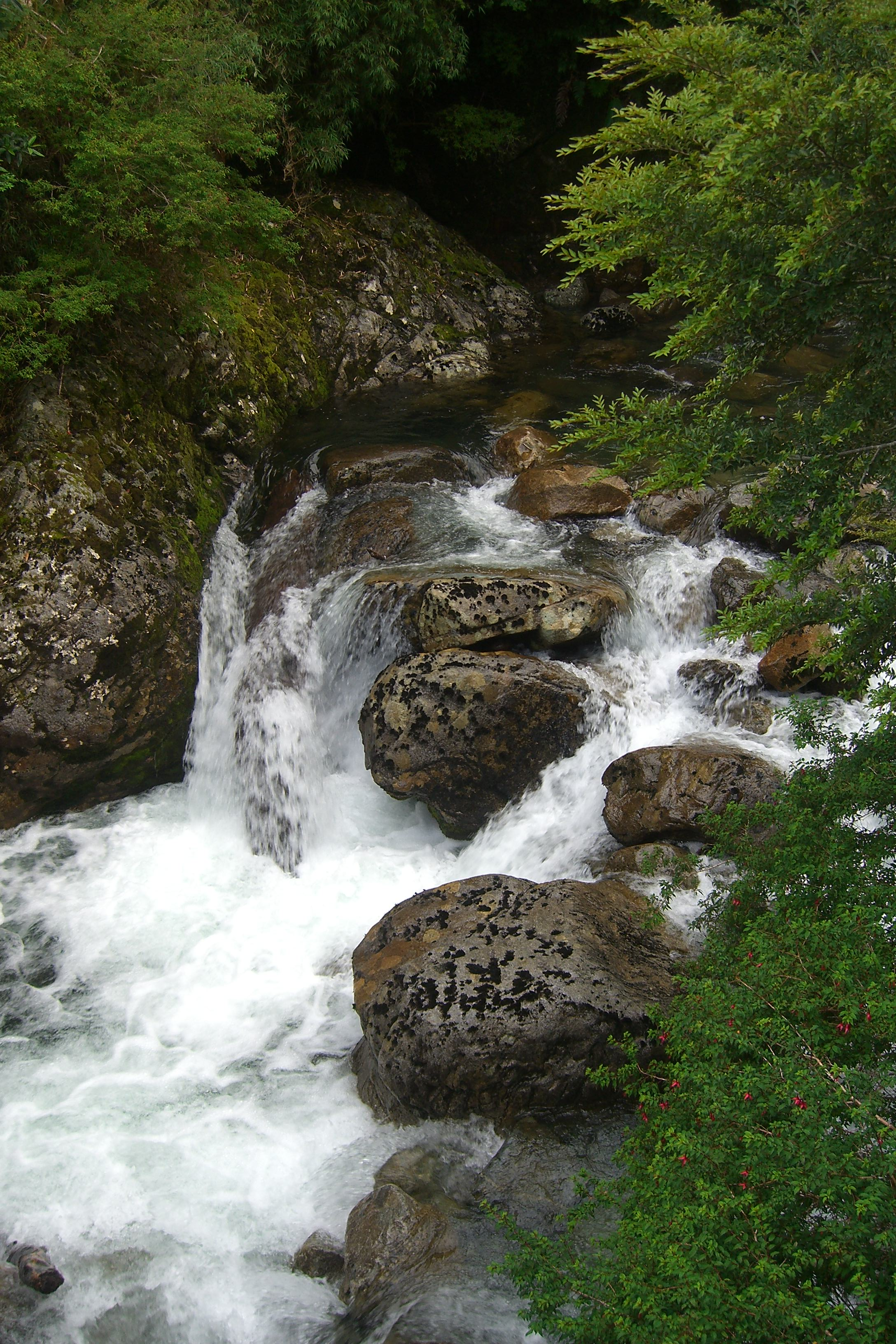
Vattenfall.
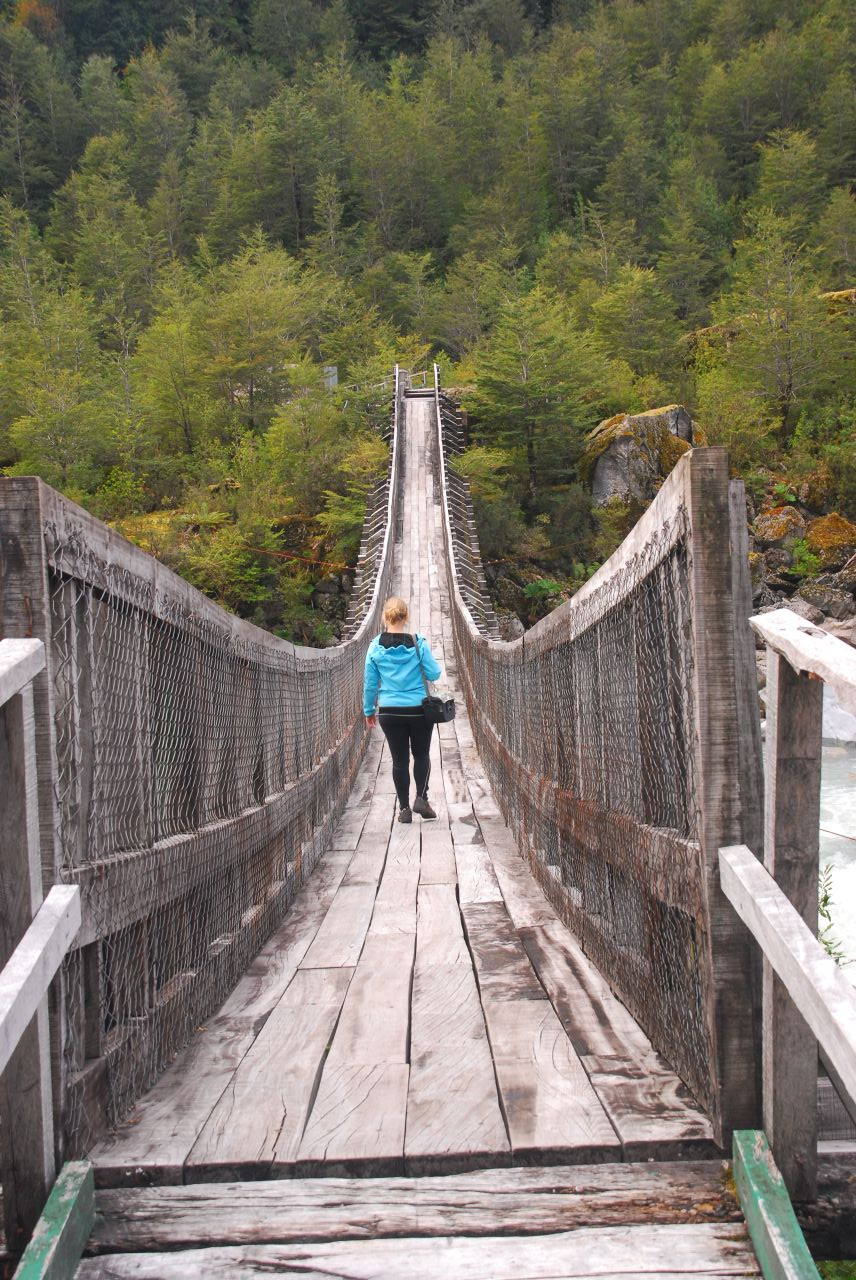
Bro in mot träden.
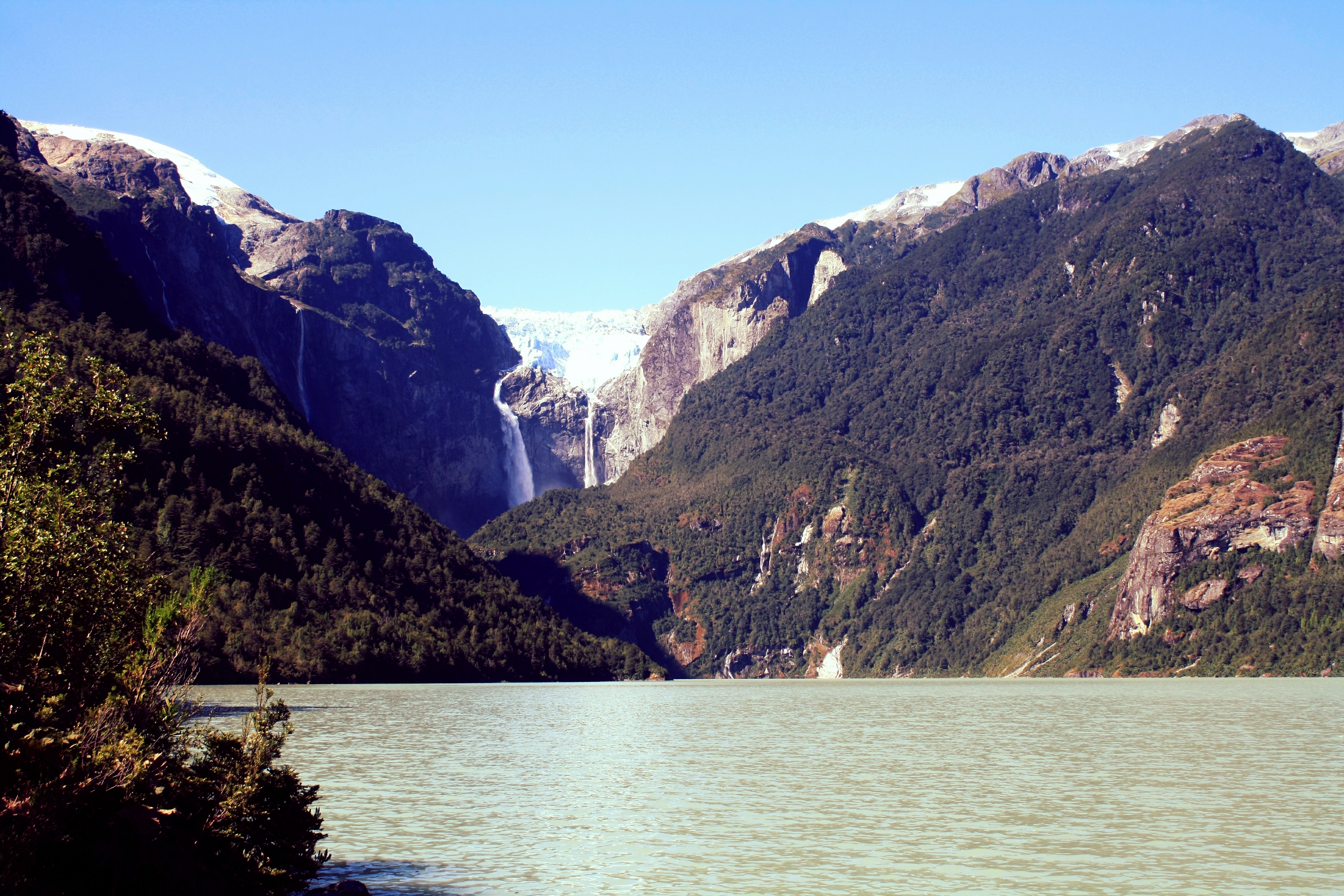
Vy mot den hängande glaciären.